# Flow control
Управлі́ння пото́ком переда́чі да́них (англ. Flow Control) - в комп'ютерних мережах, механізм, який пригальмовує передавач даних при неготовності приймача.
Існує два підходи до вирішення цієї проблеми:
Керування потоком зі зворотнім зв’язком (англ. feedback-based flow control)коли отримувач відсилає передавачу інформацію що дозволяє йому продовжити передачу, чи повідомляє як загалом йдуть справи.
Керування потоком з обмеженням(англ. rate-based flow control)коли передавачі обмежуються в швидкості передачі даних, а зворотній зв’язок з приймачем відсутній.
Розрізняють три основних способи вирішення цієї проблеми:
- Апаратний, при якому сигнали «готовий /зайнятий» передаються по окремих фізичних лініях зв'язку. Найбільш відома така реалізація в інтерфейсі RS-232.
- Програмний, при якому програмний прапорець «готовий /зайнятий» зводиться і скидається вставкою в потік даних спеціальної унікальної послідовності (XOn / XOff). Застосовується в програмних драйверах інтерфейсу RS-232 як альтернатива апаратному контролю потоку у випадках неповного з'єднувального кабелю.
- Протокольний, при якому програмний прапорець «готовий /зайнятий» зводиться і скидається спеціальними угодами в рамках протоколу обміну даними. На сьогодні є практично єдиним застосовуваним способом контролю потоку. Найбільш відомий приклад - реалізація контролю потоку в протоколі TCP методом ковзного вікна.

## Інші значення
Сукупність засобів, необхідних для ефективної та економічної передачі блоків даних у мережі. Метою управління трафіком є рівномірний розподіл навантаження по всіх сегментах мережі. Засоби управління трафіком здійснюють:
- Безперебійну доставку даних адресатам;
- Перевірку фактичного завантаження каналів і продуктивності мережі;
- Управління чергами.